# 塞維利亞聖胡斯塔站

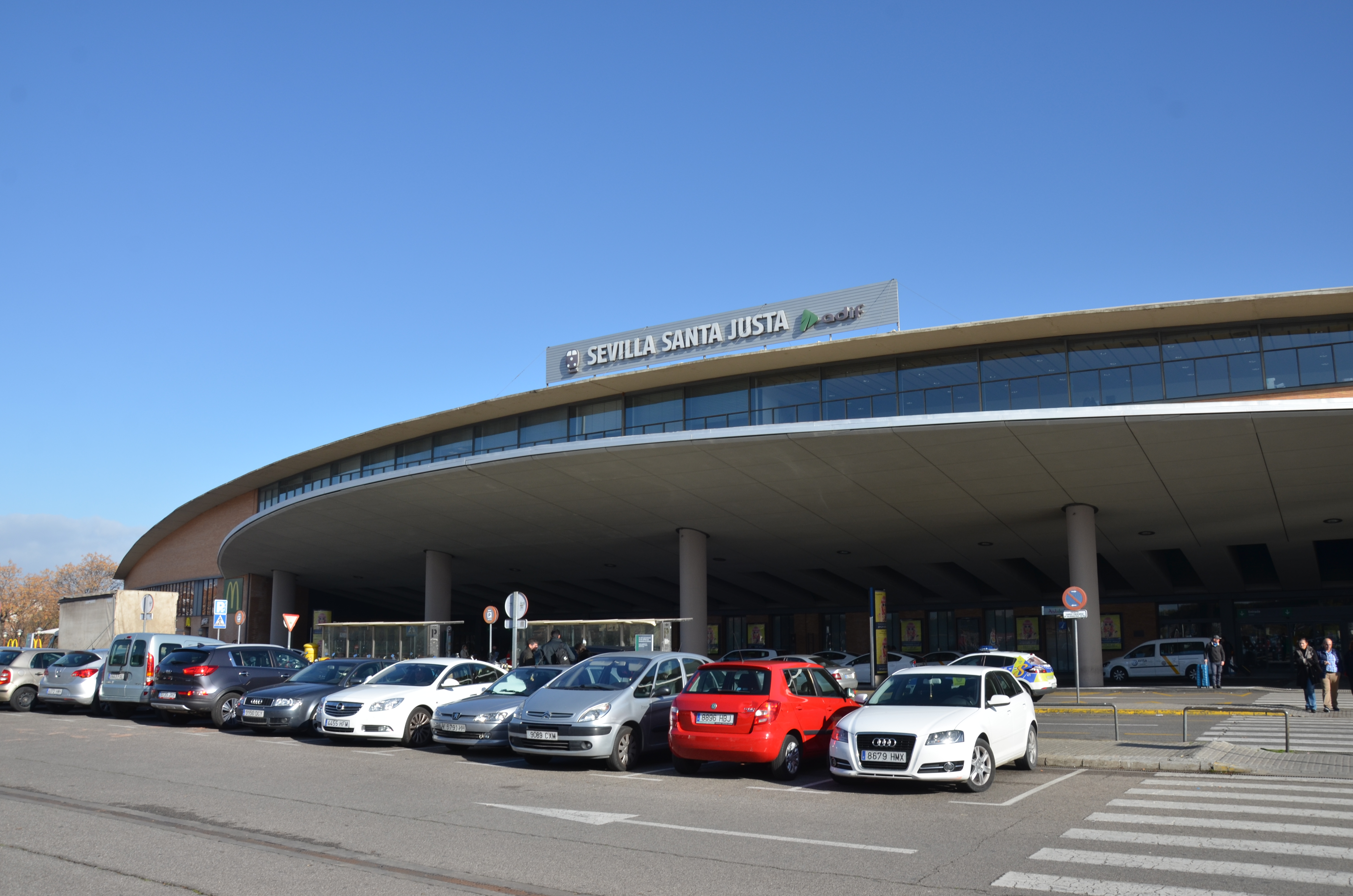
聖胡斯塔站

塞維利亞聖胡斯塔站（西班牙語：Estación de Sevilla-Santa Justa）是西班牙塞維利亞的一座鐵路車站，於1991年5月2日開業。該站以塞維利亞聖徒和烈士胡斯塔命名。目前為西班牙運量第三大的火車站，僅次於马德里阿托查车站與巴塞隆納聖徒車站，每年的乘客量接近1300萬人。